# 林學曦
林學曦（Lam Hok Hei，1991年9月18日—），生於香港，香港足球運動員，司職前鋒，現效力香港超級聯賽球會駿英九龍城。
他曾兩度獲選香港足球明星選舉最佳年青球員，亦是首位外流印尼超級聯賽的香港人，在2013年由標準流浪到印尼超級聯賽球會佩斯查效力，成為繼李健和後第二位於東南亞職業聯賽效力的香港球員，他的速度及突破能力曾獲已故的香港代表隊前教練黎新祥盛讚。

## 球會生涯

### 四海 / 標準流浪
林學曦生於香港，於8歲就讀聖公會基心小學時開始接觸足球，同年代表香港參與埠際賽。據2004年之傳媒報道，他最初司職前鋒，參加埠際賽的前一年按教練建議轉為守門員，在埠際賽的守門表現優秀，更被傳媒稱為小學學界「首席鋼門」。就讀聖公會聖本德中學期間，林學曦代表香港學界足球隊到珠海參加第36屆亞洲學界足球錦標賽。
在2006年投考流浪青年軍，在選拔時表現不算突出，投考成功後也被安排到宏輝駒騰效力，因他經常被教練投訴不練波，但又經常取得入球，才令流浪總監李輝立開始認真留意他。林學曦於2008加盟香港甲組足球聯賽新軍四海後，獲得行政總監李輝立悉心提攜，以17歲之齡在甲組亮相，並以多次正選身份上陣，表現獲得好評。2008年11月30日，林學曦於上午為聖公會聖本德中學出賽，於下午為四海角逐高級銀牌賽8強，更在賽事中攻入一球，亦是他該球季第三個甲組賽事入球，協助球隊2–0淘汰香港謝菲聯後，晚上再於精英青年聯賽上陣。在2011至12年球季、及2012至13年球季兩度獲選香港足球明星選舉最佳年青球員。

### 印尼佩斯查
2013年1月26日，在標準流浪對南華的賽事中，馬超球會彭亨主席之子、領隊及教練均是座上客，原本是想物色香港的外援球員，惟最終看中了標準流浪的林學曦，並且於完場後向標準流浪會方提出借用，而流浪總監李輝立表示會為此允許，但最終由林學曦本人決定。2013年5月18日，標準流浪總監李輝立證實林學曦將會於5月19日以外借亞洲外援身份加盟印尼球會佩斯查，合約為期4個月，如果表現理想將會獲得一紙長期合約。林學曦於5月19日早晨9時20分乘機前往印尼雅加達向球會報到，佩斯查於5月25日宣佈林學曦接受測試成功及已經簽約加盟，
2013年5月26日，林學曦以正選身份首次為佩斯查上陣迎戰佩西達弗，期間為球隊爭取到一記12碼及亦有一記射門中楣，直至70分鐘因傷退下火線。2013年6月1日，林學曦於第2場賽事繼續以正選身份替佩斯查上陣迎戰佩西瓦，他在上半場右路傳中更造就隊友先開紀錄，並錄得加盟後印超個人首個助攻，協助佩斯查大勝佩西瓦3–0。6月7日，他面對實力較強的佩斯普拉首次參與全場賽事，在上半場邊路非常活躍，交出一記助攻隊友攻入1–1的入球，可惜最終佩斯查以2–3落敗。6月13日，他在第4場對陣馬都拉聯時在下半場64分鐘被替換，6月16日對陣佩塞拉的第5場比賽在第37分鐘被替換。
由於林學曦加盟短短時間已站穩正選，上陣5場比賽已2度交出助攻，獲當地球迷好評，而佩斯查球迷對林學曦的態度亦十分正面，更有當地華人直言為他感到自豪，甚至有印尼球迷甚指他踢法像香川真司，不過林學曦在6月中尚未適應當地生活，加上言語不通，又經常不習慣食印尼撈麵開始掛念香港，直到6月尾因腸胃炎而缺操幾日，前球會流浪總監李輝立更特別安排人員赴雅加達探望他，又為鼓勵林學曦特別為他開設個人專頁希望球迷留言支持，效力期間，林學曦曾被佩斯查拖糧最後證實是一場誤會，球會解釋由於印尼球會的情況跟香港不同，全部球會均靠政府撥款，如果政府遲了撥款球員便會遲出糧，這不是林學曦一個人的情況而是整個印尼球壇的習慣。
在2013年7月，由於林學曦左腳受傷未能練習，加上球隊未來2星期沒有賽事，故決定回港養傷，出境時獲當地海關指其是逾期居留，才發現原來屬會佩斯查一直未有為林學曦辦理工作證及簽證，最終擾攘4小時罰了250美元後才可以回香港。事後流浪總監李輝立表示為安全起見，暫時不會讓林學曦返印尼歸隊，結果由於林學曦在印尼參與足球賽事有非法工作之嫌，無辜變黑工，故選擇離開。

### 回歸香港球壇
2013年9月，林學曦回歸標準流浪並簽約至2015年，於2014年5月28日代表標準流浪在旺角大球場舉行的LFP全球挑戰賽亞洲站迎戰西甲球會維拉利爾，在上半場背對門將用後腳為流浪以1–1逼和對手並奪得亞軍。
2015年1月21日，南華於社交網站公佈林學曦加盟並披上10號球衣，於2015年3月8日主場迎戰黃大仙的聯賽首次為南華上陣，並於34分鐘博得12碼，最終協助南華以4–0勝出。林學曦於2015年5月13日作客以3–0擊敗阿達勒邦的亞協盃分組賽，完半場前單刀扭過對方門將終於取得加盟後的首個入球，亦創出香港球隊首次在亞協盃分組賽賽全勝的紀錄，同時成為當屆32支亞協盃參賽球隊中唯一於分組賽全勝。2015年8月，南華公布原本為10號的林學曦將轉為90號，而新10號則留給巴西外援卡路士。
2015年12月6日，林學曦於南華以1–2不敵傑志的聯賽盃A組取得當季的首個入球。林學曦在2016/17球季共有4場正選及9場後備，沒有取得入球，其中他在2016年9月25日以2–1擊敗和富大埔的聯賽在89分鐘面對空門射斜，廣受球迷批評。直到2017年6月，南華宣佈經重新檢視球隊近年發展後，決定來屆退出香港超級聯賽，轉戰香港甲組聯賽，培育青年球員，而林學曦將於新一季離隊轉投東方龍獅，繼承曾讓他在母會流浪成名的10號球衣帶來好運，球隊總監梁守志及主教練司徒文俊認為林學曦在前幾年是浪費了，並希望他加盟東方後能重拾信心，可惜上陣時間也不算多。
2019－20球季，林學曦被東方龍獅外借至標準流浪。他於2020－21球季正式回歸。他於該球季的狀態保持不錯，並在連同菁英盃在內的賽事，為球隊上陣10場正選及4場後備下已取得5個入球，為為球季中其中一位前列華人射手。
2021－22球季，林學曦效力香港丙組聯賽球會荃灣。
2022年8月4日，標準流浪宣佈獲得林學曦加盟，今季回歸港超他認為自己仍有足夠能力應付，更會以入選港隊為目標。
2022－23球季，林學曦重返職業足球，重新加盟香港超級聯賽球會標準流浪。
2023－24球季，林學曦效力香港超級聯賽球會香港U23。他於當季贏得「12月最有價值球員」。
2024－25球季，林學曦加盟香港超級聯賽球會九龍城。

## 國際賽生涯
林學曦在小學時已代表香港埠際賽，在2008年開始加入香港U17及香港U20，再於2011年10月入選香港全運隊集訓名單，並曾於同年11月代表香港學界足球隊到珠海參加第36屆亞洲學界足球錦標賽。
在2010年11月，林學曦代表香港U23出戰廣州亞運會，在首場對阿聯酋U23一役演出優異，更在臨完場助攻陳文輝扳平1–1完場，助香港歷史性打入亞運足球淘汰賽階段。林學曦早於2010年年僅19歲便越級入選省港盃陣容，在2012年11月首次入選香港足球代表隊，於2012年11月14日香港作客對馬來西亞的友誼賽首次上陣，後備入替不久便把握對手的失誤於88分鐘取得入球，協助香港隊迫和1–1。
在2014年9月18日，林學曦於仁川亞運分組賽第二場以2–1擊敗阿富汗U23取得入球，其後再於9月22日的第三場分組賽再次取得入球，協助香港以2–1擊敗孟加拉。而他在2017年9月第7次代表香港隊出戰第73屆港澳埠際賽更在上半場初段梅開二度和交出一記助攻，最終協助香港以4–0勝出，兼第7度捧起埠際賽獎盃，而賽後更獲主教練郭嘉諾特別點名稱讚。
| 香港代表隊上陣及入球紀錄 | 香港代表隊上陣及入球紀錄 | 香港代表隊上陣及入球紀錄 | 香港代表隊上陣及入球紀錄 | 香港代表隊上陣及入球紀錄 | 香港代表隊上陣及入球紀錄 | 香港代表隊上陣及入球紀錄 |
| #                        | 日期                     | 場地                     | 對手                     | 比數                     | 入球                     | 賽事                     |
| ------------------------ | ------------------------ | ------------------------ | ------------------------ | ------------------------ | ------------------------ | ------------------------ |
| 1                        | 2010年10月9日            | 高雄，國家體育場         | 菲律賓                   | 4–2                      | 0                        | 2010年龍騰盃             |
| 2                        | 2010年10月10日           | 高雄，國家體育場         | 澳門                     | 4–0                      | 2                        | 2010年龍騰盃             |
| 3                        | 2010年10月12日           | 高雄，國家體育場         | 中華臺北                 | 1–1                      | 0                        | 2010年龍騰盃             |
| 4                        | 2012年8月15日            | 新加坡，裕廊西體育場     | 新加坡                   | 0–2                      | 0                        | 國際友誼賽               |
| 5                        | 2012年10月16日           | 旺角, 旺角大球場         | 马来西亚                 | 0–3                      | 0                        | 國際友誼賽               |
| 6                        | 2012年11月14日           | 莎阿南，莎阿南體育場     | 马来西亚                 | 1–1                      | 1                        | 國際友誼賽               |
| 7                        | 2012年12月1日            | 旺角, 旺角大球場         | 關島                     | 2–1                      | 0                        | 2013年東亞盃第二圈       |
| 8                        | 2012年12月3日            | 旺角, 旺角大球場         |                          | 0–1                      | 0                        | 2013年東亞盃第二圈       |
| 9                        | 2013年2月6日             | 塔什干, 柏克塔哥體育場   |                          | 0–0                      | 0                        | 2015年亞洲盃外圍賽       |
| 10                       | 2014年3月5日             | 河內, 美亭國家體育場     | 越南                     | 1–3                      | 0                        | 2015年亞洲盃外圍賽       |
| 11                       | 2015年3月28日            | 旺角, 旺角大球場         | 關島                     | 1–0                      | 0                        | 國際友誼賽               |

## 評價
- 香港全國運動會足球代表隊教練黎新祥生前曾經盛讚林學曦：「具突破能力，速度不俗，只要改善體質、加強肌肉發展及多加操練，有機會在香港球壇闖出名堂。」[16]

- 韓國球員李吉勛認為林學曦只要加強操練就可以成為大器：「我從前沒有踢港甲的經驗，總是覺得香港足球的水平比較低。但當我跟隨標準流浪操練過後，才發現情況與自己的預期有所出入。而兩位隊友卓耀國和林學曦，也是難得的實力小將……若要完全盡展所長，他們便需要加倍努力的訓練。」[17]

## 榮譽
南華
- 香港社區盃冠軍（2014、2015年）

東方龍獅
- 香港高級組銀牌亞軍（2017–18季度）

香港代表隊
- 港澳埠際賽冠軍（2012、2013、2014、2015、2016、2017年）
- 龍騰盃冠軍（2010、2011年）
- 省港盃冠軍（2013年）

個人
- 香港足球明星選舉 最佳年青球員（2011–12季度、2012–13季度）

## 外部連結
- 香港足球總會網頁球員資料 （页面存档备份，存于）
- Lam Hok Hei官方臉譜專頁